# HD107696
HD107696 — хімічно пекулярна зоря спектрального класу B8, що має видиму зоряну величину в смузі V приблизно  5,4.
Вона  розташована на відстані близько 341,9 світлових років від Сонця.

## Пекулярний хімічний склад
Зоряна атмосфера HD107696 має підвищений вміст 
Cr
.